# John Vereker (gubernator Bermudów)
John Vereker (ur. 9 sierpnia 1944) – gubernator Bermudów w latach 2002–2007, terytorium zamorskiego Wielkiej Brytanii na Oceanie Atlantyckim. Został mianowany przez królową Elżbietę II za radą brytyjskiego parlamentu, by oficjalnie reprezentować monarchinię na wyspach. 
Na urząd został mianowany w kwietniu 2002. Wcześniej zajmował się międzynarodowymi finansami i rozwojem.
Od 1994 do 2002 był sekretarzem Departamentu Międzynarodowego Rozwoju w administracji rządowej Wielkiej Brytanii. W latach 1970–1972 pracował w Banku Światowym, następnie, od 1980 do 1983 w kancelarii premiera. W latach 1988–1993 był zastępcą sekretarz Departamentu Edukacji i Nauki, odpowiedzialnym za szkolnictwo wyższe i badania naukowe.
W 1999 został odznaczony Orderem Bath. Uzyskał honorowy doktorat Uniwersytetu Keele. Jest członkiem wielu międzynarodowych stowarzyszeń, m.in. British Council. Był również doradcą Sekretarza Generalnego ONZ na temat Milenijnego Projektu Rozwoju (Millenium Development Project). 
Vereker jest żonaty, ma dwoje dzieci.